# Constantin Ionescu-Târgoviște
Articolul se referă la medicul român.  Pentru alte utilizări, vedeți Constantin Ionescu (dezambiguizare).
Constantin Ionescu-Târgoviște (n. 11 noiembrie 1937) este un medic român, care a fost ales membru corespondent (în 2003) al Academiei Române.

## Biografie
Absolvent al Facultății de Medicină din București în 1963, a obținut titlul de doctor în medicină în 1971. A fost extern (1963), intern (1965), medic secundar (1963-1966), medic specialist (1967-1971) și medic primar în medicină internă (din 1972).
A desfășurat și continuă să desfășoare o intensă activitate didactică în calitate de lector (1976-1994), conferențiar (1994-1999) și apoi ca profesor universitar (din 1999) la Clinica de Diabet, Nutriție și Boli Metabolice din cadrul Universității de Medicină și Farmacie din București.
Între 1997 și 2007 a condus atât Clinica cât și Institutul de Diabet, Nutriție și Boli Metabolice "N.C. Paulescu" din București.
În anul 2013, conform unor sondaje, Constantin Ionescu-Târgoviște era pe locul al treilea al personalităților medicale în care românii aveau cea mai mare încredere, după Gheorghe Mencinicopschi și Oana Cuzino.

## Studii asupra diabetului
Constantin Ionescu-Târgoviște susține că alimentația și exercițiul fizic pot avea, de multe ori, rezultate spectaculoase în tratarea diabetului zaharat de tip II.
În decursul a patru decenii de activitate științifică și de asistență spitalicească a adus contribuții importante la ridicarea nivelului asistenței diabetului și a bolilor metabolice din România: a reorganizat secțiile Institutului de Diabet, Nutriție și Boli Metabolice "N.C. Paulescu", ridicându-l în perioada conducerii sale la gradul de Institut Național, aflat sub egida Academiei Române. Începând din 1988 a participat ca reprezentant al României la proiectul multicentric european EURODIAB, contribuind la cunoașterea precisă a prevalenței diabetului zaharat de tip 1 în Europa, inclusiv în România, precum și la prevalența complicațiilor cronice ale acestui tip de diabet. A înființat un laborator de explorări neurofiziologice unde a dezvoltat tehnici originare de diagnostic și un laborator de cercetări de genetică diabetologică. În cadrul unei colaborări cu centrele de genetică umană din Oxford și Cambridge, care a debutat în 1996, a efectuat (împreună cu Dr. Cristian Guja) una din cele mai ample analize genetice ale tipului 1 de diabet, identificând unele particularități specifice populației din România. Datele au fost publicate în peste 300 de lucrări (jumătate în reviste indexate ISI), fiind citate de peste 2300 de ori. Dintre monografiile și tratatele publicate menționăm: Hipertensiunea de origine renală (1974); Stările hiperosmolare (1974); Echilibrul acido-bazic (1978); Necesitate și abuz în alimentație (1981); Bazele biochimice ale nutriției (1985); Hipoglicemiile (1990); Teoria și practica acupuncturii moderne (1992); Insulina, descoperirea medicală a secolului aparține românului N. C. Paulescu (1996); Re-Discovery of Insulin (1996); Diabetologie Modernă (1997); Diabetul în România (2001); Diabetul Zaharat: Particularitățile Fenotipice la Femeie (2002); Tratat de Diabet Paulescu (2004); Les Rélationes Franco-Romaines du Diabétologie (2006); Documents Regarding The Discovery of Insulin and Its Clinical Utilisation (2005); Paulescu and Collip: Insulin's Unsung Heroes (2008). Este autorul a cinci brevete de invenție pentru realizarea unor medicamente antidiabetice (Fitodiab, Fitolip, Neuromion, Retinofort), precum și a unei soluții alcaline infuzabile pentru tratamentul comei diabetice. Membru în consiliile editoriale a unor publicații de profil, precum "Diabetologia", "Alternative Medicine", "American Journal of Acupuncture", "Endocrinology", "Romanian Journal of Internal Medicine", "Proceedings of the Romanian Academy Series B: Chemistry, Life Sciences and Geosciences" și altele. Este inițiatorul (în 1995) și coordonatorul uniunii medicale BlackSeaDiab, care cuprinde cele 12 țări riverane ale bazinului Mării Negre. Membru al Academiei de Științe Medicale din România (din 1992), președinte al Societății de Diabet, Nutriție și Boli Metabolice (2001-2003). Președinte al Asociației Medicale Române din 2005. Membru de onoare al Academiei de Științe din Chișinău (din 2000), membru al Academiei de Științe din New York (din 1994), membru de onoare al Societății Internaționale de Medicină Psihosomatică (din 1984), al Societății Italiene de Acupunctură (din 1976), al Societății "Antonio Maria Vasalva" din Florența (din 1972), membru al grupului european NEURODIAB (din 1980), al Asociației Europene pentru studiul Diabetului (din 1975), al Societății Internaționale pentru Studiul Durerii (din 1989), al Federației Internaționale de Diabet (din 1982), etc. A fost distins cu cea dintâi medalie "N.C. Paulescu" conferită pentru contribuția adusă diabetologiei române (1995). Începând cu anul 2005, a publicat o serie de articole dedicate cunoașterii cauzei primare a diabetului zaharat, dintr-o perspectivă originală. În 2007 a inițiat "Programul Național de Prevenție a Patologiei Metabolice și Cardiovasculare". A inițiat un amplu proiect de fenotipare a diabetului zaharat, început în 2007 și care va culmina cu "Cohorta de Diabet 2010".

## Distincții primite
- Ordinul Național "Steaua României" în grad de Cavaler, 1 decembrie 2017[4]